# گمینا راجووو
گمینا راجووو (به لهستانی:  Gmina Radziłów) یک گمینا در لهستان است که در شهرستان گرایوو واقع شده‌است. گمینا راجووو ۱۹۹٫۳۸ کیلومتر مربع مساحت و ۵٬۰۲۴ نفر جمعیت دارد.